# إيزاو تاكاجي
إيزاو تاكاجي (باليابانية: 高木功؛ بالكانا: たかぎ いさお) هو مصارع محترف ياباني، ولد في 8 نوفمبر 1961 في موريغوتشي في اليابان.

## روابط خارجية
- إيزاو تاكاجي على موقع CageMatch worker (الإنجليزية)
- إيزاو تاكاجي على موقع قاعدة بيانات المصارعة على الإنترنت (الإنجليزية)